# 예카테린부르크 지하철
예카테린부르크 지하철(러시아어: Екатеринбу́ргский Метрополите́н)은 러시아 예카테린부르크의 지하철이다.

## 역사
1980년에 공사가 시작되었고 1991년 4월 26일에 개통되었다. 예카테린부르크 지하철은 소련의 13번째(마지막) 개통 지하철이고 러시아의 6번째 지하철이다.

### 역사표
| 구간                                           | 개통일           |
| ---------------------------------------------- | ---------------- |
| 프로스펙트 코스모나토브 – 마시노스트로이텔레이 | 1991년 4월 26일  |
| 마시노스트로이텔레이 – 우랄스카야              | 1992년 12월 22일 |
| 우랄스카야 – 플로샤디 1905 고다                | 1994년 12월 22일 |
| 플로샤디 1905 고다 – 게오로기체스카야          | 2002년 12월 30일 |
| 게오로지체스카야 – 보타니체스카야              | 2011년 11월 28일 |
| 치칼롭스카야                                   | 2012년 7월 28일  |

## 사진

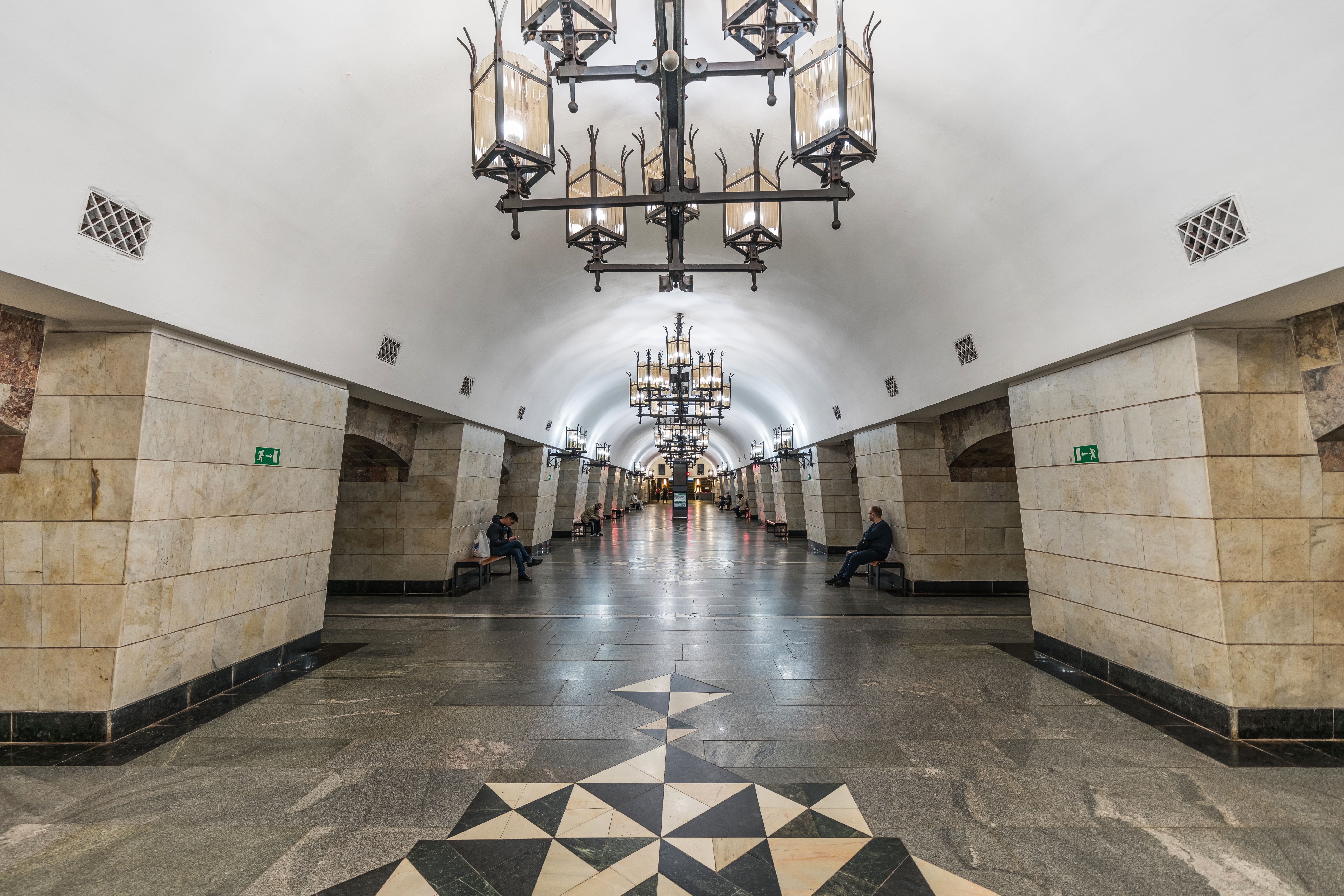
우랄스카야 역
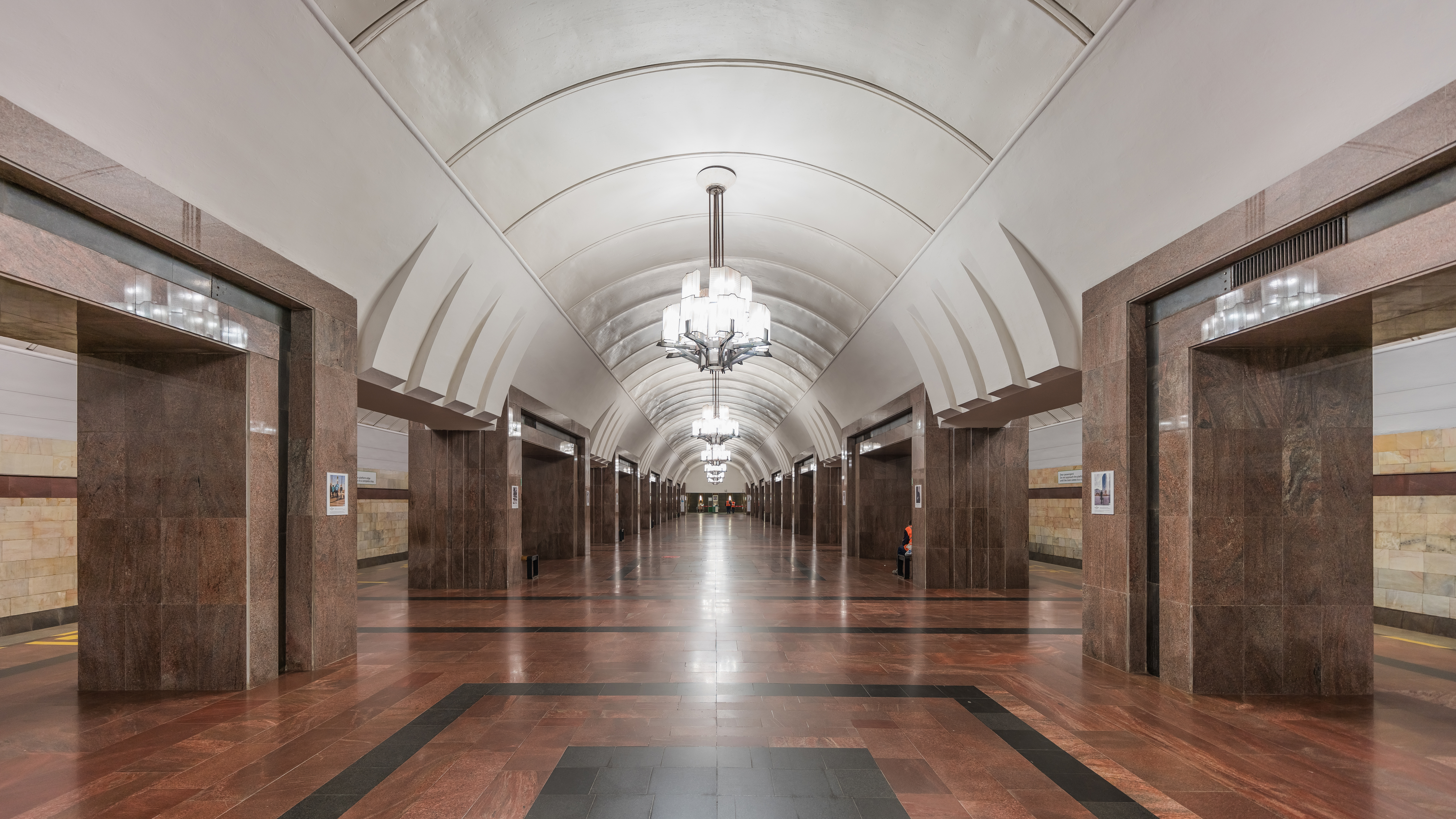
플로샤디 1905 고다 역
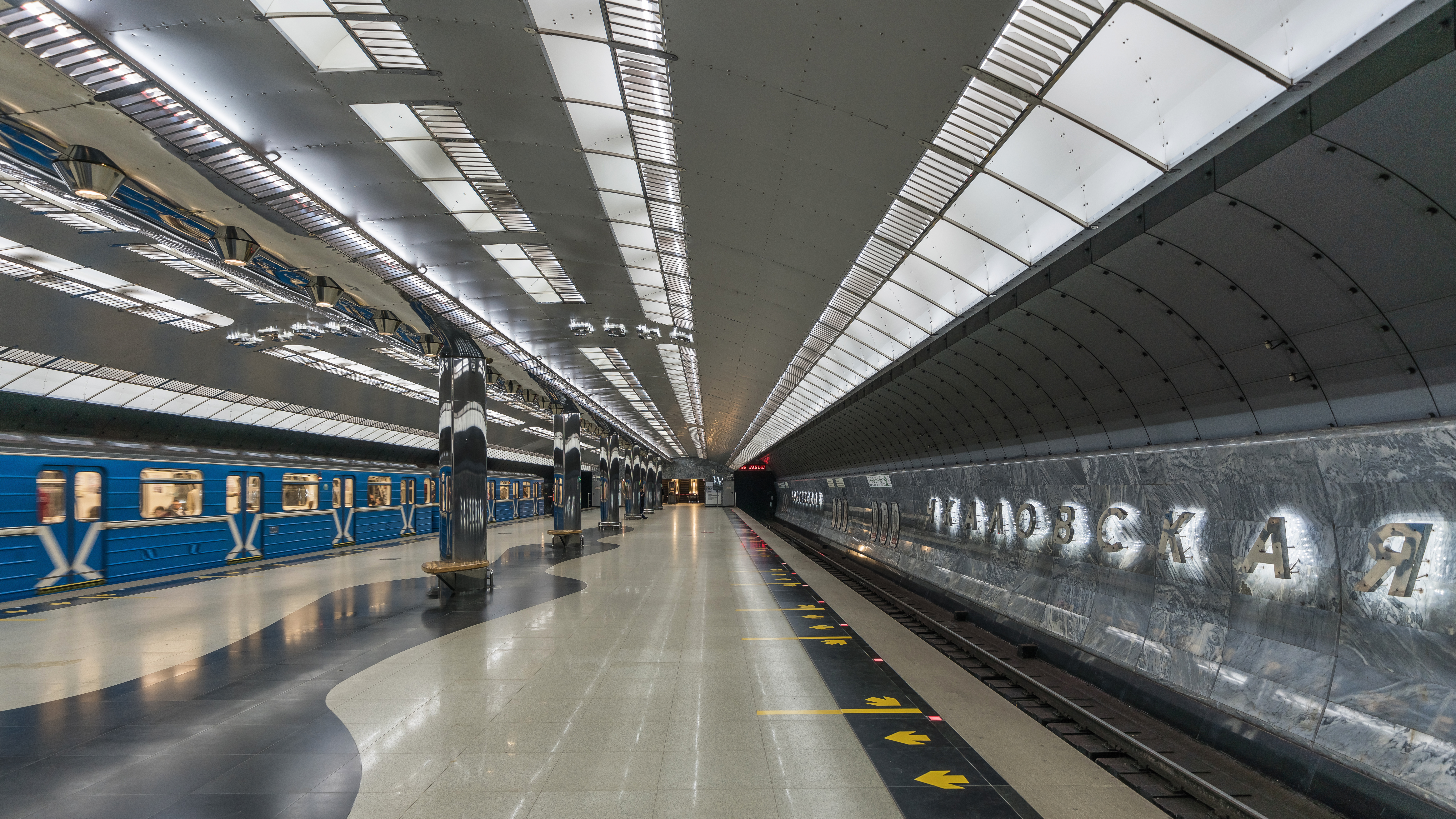
치칼롭스카야 역
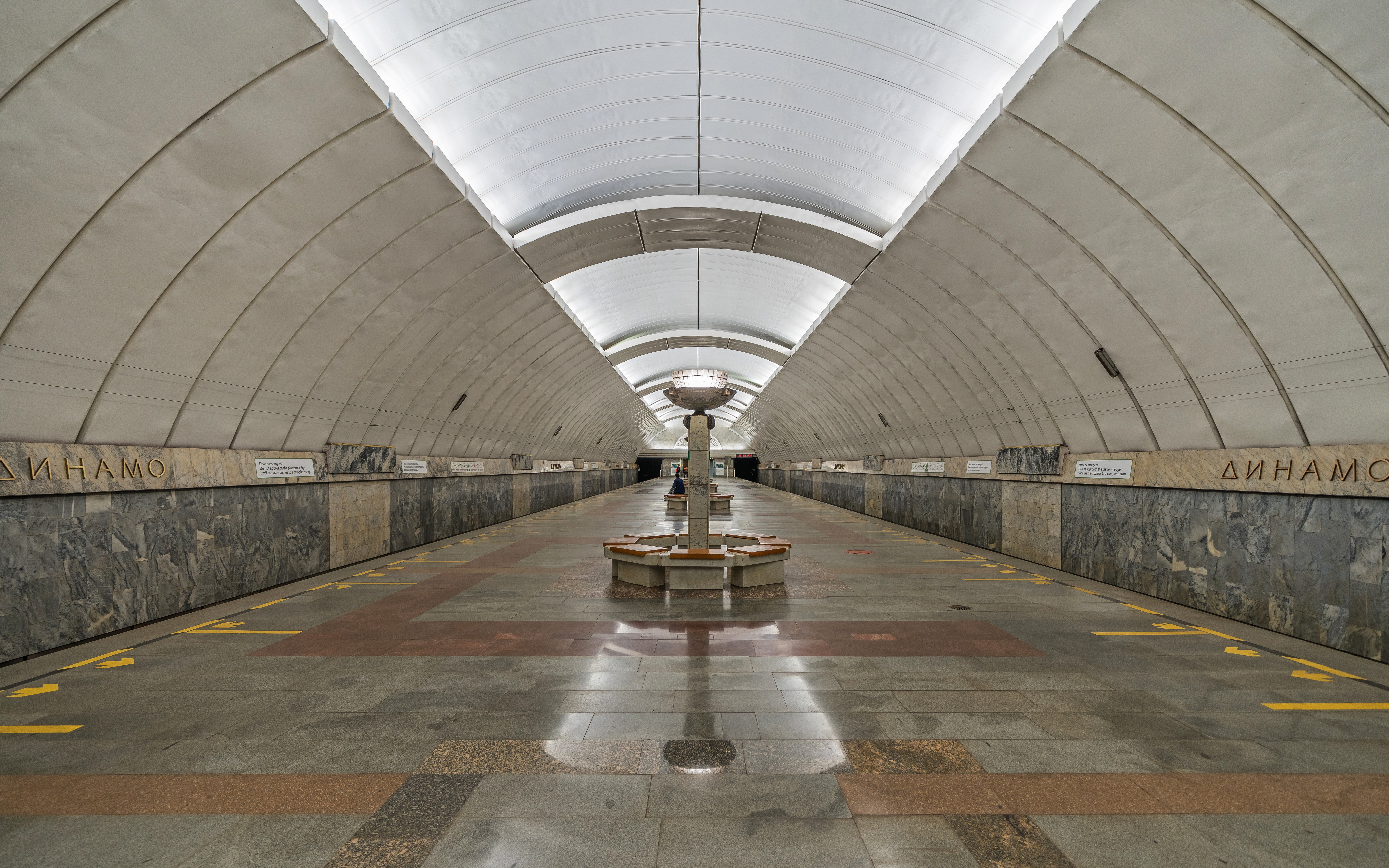
디나모 역

## 같이 보기
- 지하철 목록